# Multiple integrated laser engagement system
Multiple integrated laser engagement system (zkráceně MILES) je vojenský simulátor střelby používaný při výcviku vojáků pozemních sil. Umožňuje přesně simulovat bojové podmínky bez nebezpečí zranění.
Systém pracuje na principu vysílání a přijímání laserových paprsků a je možné ho umístit jak na pěchotní zbraně, tak na zbraně bojových vozidel.

## Princip
Na hlavni skutečné zbraně je umístěn laserový vysílač, který reaguje na stisk spouště a výstřel cvičného náboje. Každý voják má na sobě senzory snímající laserové paprsky. Pokud je voják zasažen, senzory ihned odešlou informaci do dekodéru a ten vyhodnotí, zda byl voják "zabit" či jen "zraněn". Dekodér ukládá všechny informace pro pozdější vyhodnocení. Vysílače lze naprogramovat tak, aby měly stejný dostřel a účinky jako skutečné zbraně.
Používání není pro člověka nebezpečné. Výjimkou jsou oči, které mohou být poškozeny, pokud byl paprsek vyslán ze vzdálenosti menší než 12 m (u dalekohledů a zaměřovačů je bezpečná vzdálenost asi 75 m).

## Vznik (místo)
MILES je produktem firmy Lockheed Martin Information Systems a byl vyroben pro výcvik pěchody Armády Spojených států.
První verze MILES byla představena v roce 1980. Problémem bylo, že systém nedokázal zabránit zasaženému vojákovi pokračovat ve střelbě a ten tak mohl podvádět. Také nebylo možné pozitivně identifikovat, kdo koho zasáhl. A konečně, vojáci si často stěžovali na bolest za krkem, kterou jim způsobovaly popruhy se senzory.
Verze MILES 2000 (představena v roce 1992) už při zásahu vydávala tón a také vysílač na zbrani se automaticky zablokoval.

## MILES v AČR
Také Armáda České republiky má k dispozici systém MILES, který získala z amerického Programu obranných investic pro zahraničí na jaře roku 2002. Umožňuje vybavit pro výcvik jeden prapor (informace k roku 2002).
Mezi další uživatele systému patří i ostatní země NATO, ale třeba také izraelská nebo korejská armáda.